# Озеро Стосика
Озеро Стосика — озеро у Шевченківському районі міста Львова в місцевості Голоско (поруч з 6-им Заозерним провулком та вул. Замарстинівською, 270). Озеро живиться від природних джерел, вода в ньому — одна з найчистіших серед міських водойм. Озеро є частиною гідросистеми Голосківського потоку, що містить низку водойм (став на вул. Замарстинівській, 216), став монастиря Редемптористів (вул. Замарстинівська, 225), рибницькі садки на вул. Замарстинівській, 172, став на вул. Липинського, 62. Води Голосківського потоку впадають в Полтву, притоку Західного Бугу.
Фауна: болотна черепаха, червоновуха черепаха звичайна, щука, качка, одуд.

## Історія
Озеро є давньою природною водоймою, що зафіксована на мапах Західної України 1779—1783 років Фрідріха фон Міга. Раніше з озера витікав потік, що наповнював озеро Романюка, а далі тік через територію Монастиря Святого Альфонса, через вул. Рослинну, місцевість Збоїща і впадав у Полтву. Озеро мало важливу роль не лише в плані рекреації, але й в господарській діяльності мешканців навколишніх територій та в промисловості.
Починаючи з 20-х років XX століття, неподалік діяла фабрика горілок та лікерів, що належала родині Бачевських (попередньо це була Перша львівська фабрика пресованих дріжджів, солоду і спирту, а пізніше — Львівський інструментальний завод). З озер на Голоско туди постачали воду для виробництва алкогольних напоїв під легендарною торговою маркою «J A Baczewski 1782».
Озеро місцеві мешканці назвали на честь Йосипа Стосика, українця, який працював на підприємця Соломона Шляйхера. Це бізнесмен, який до 1939 року мав невеликий цегляний заводик на пагорбі, біля старого цвинтаря села Голоско. Озеро Стосика також було задіяно у підприємницькій діяльності Соломона Шляйхера. Під час морозних зим, коли глина в кар'єрі промерзала, а попит на цеглу падав до нуля, Шляйхер не залишав своїх людей без роботи. Вони різали на озері лід і великими брилами складали його в спеціальних підвалах-льодівнях або льодовнях, які знаходились на території монастиря. Холодильників та морозильних камер тоді не було, а в льодівнях лід міг зберігатися дуже довго. А літом його можна було вигідно продавати численним львівським кав'ярням та ресторанам. 
Під час нацистської окупації Шляйхер зник, як і багато інших мешканців єврейського походження. Після Другої світової війни доглядати озеро взявся Йосип Стосик, він облагородив береги, висадив верби. Деякі верби досі ростуть на берегах. Озеро стало улюбленим місцем відпочинку голощан.
Пізніше система озер була призначена для водопостачання Львівського дослідного нафтомаслозаводу. У 1997 році озеро передали у користування ВАТ «Львівський дослідний нафтомаслозавод». 2009 року завод визнано банкрутом, розпочали процес ліквідації, але озеро у власність територіальної громади не повернули.
Згідно з дослідженням 2019 року, у водоймах Львова виявили перевищення концентрацій заліза, амонійного азоту та аміаку, фосфатів, завислих речовин, сухого залишку, ХСК та БСК5 — окрім озера Стосика.
У серпні 2020 року озеро було врешті передане на баланс Шевченківської районної адміністрації міста Львова, що стало результатом численних зустрічей з представниками громади району.
Однак, у забудовників є плани забудувати ділянки, які знаходяться впритул до озера. Оскільки на цих ділянках розташовані джерела, які живлять саме озеро, то забудова і втручання в систему джерел загрожує озеру пересиханням. Міські чиновники обіцяють не допустити забудови і створити навколо озера парк.
Активна громада Голоско подала у 2020 році на Громадський бюджет Львова проєкт «Кришталева перлина Голоска і рай для черепах (облагородження озера Стосика)», що передбачає передбачає часткове очищення озера і укріплення берегів та дамби габіонами.

## Галерея

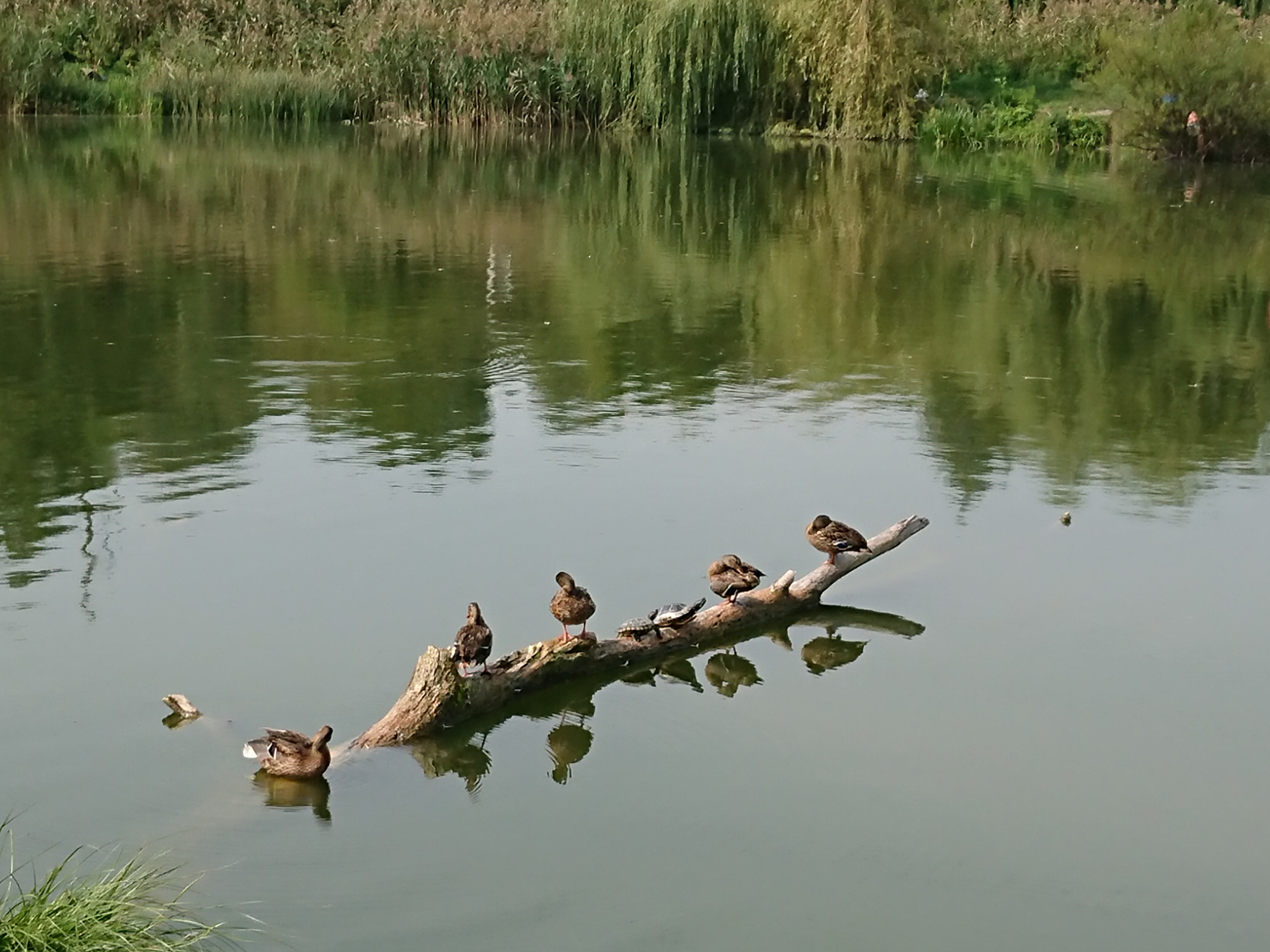
Мешканці озера
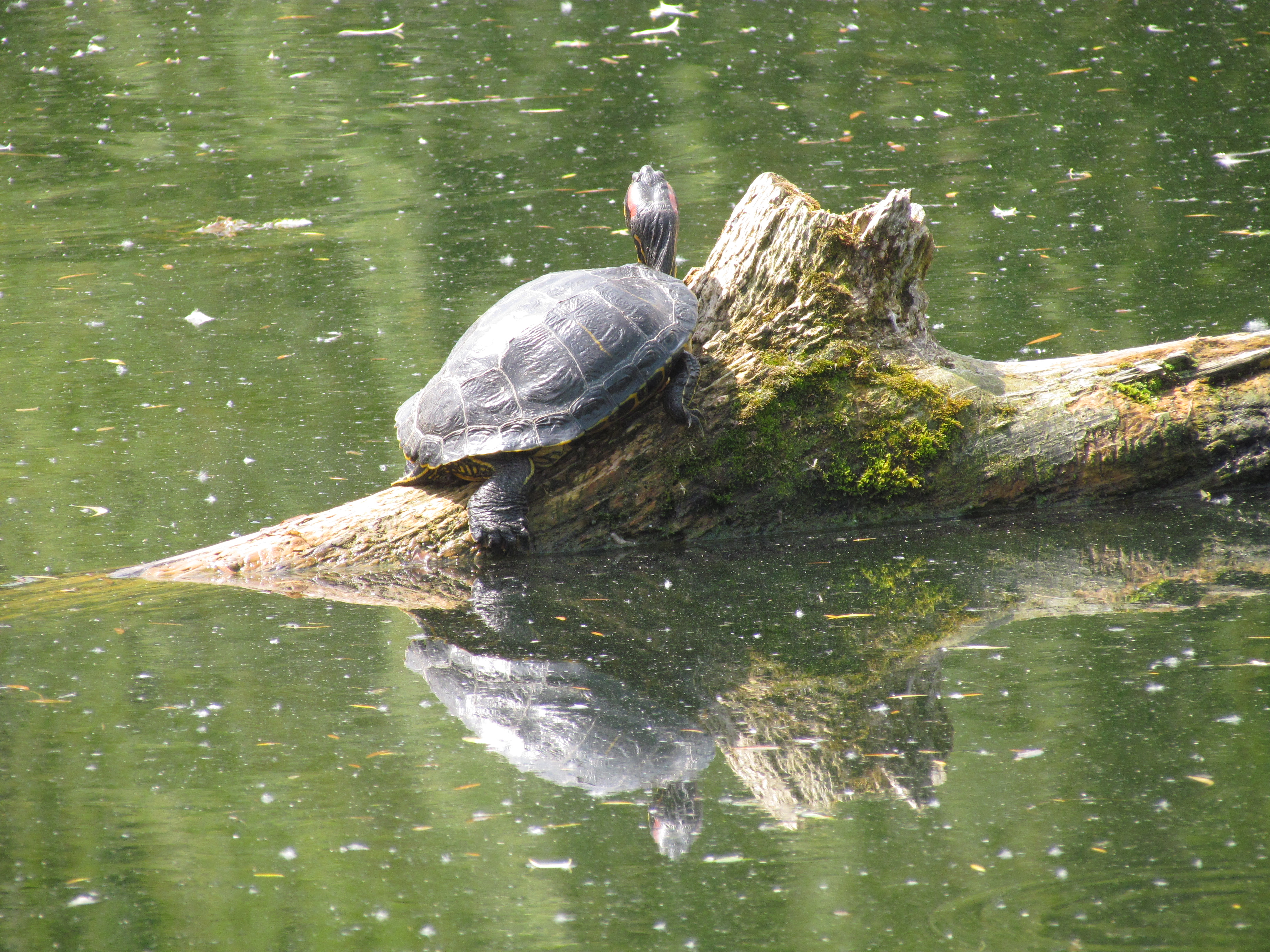
Черепаха червоновуха
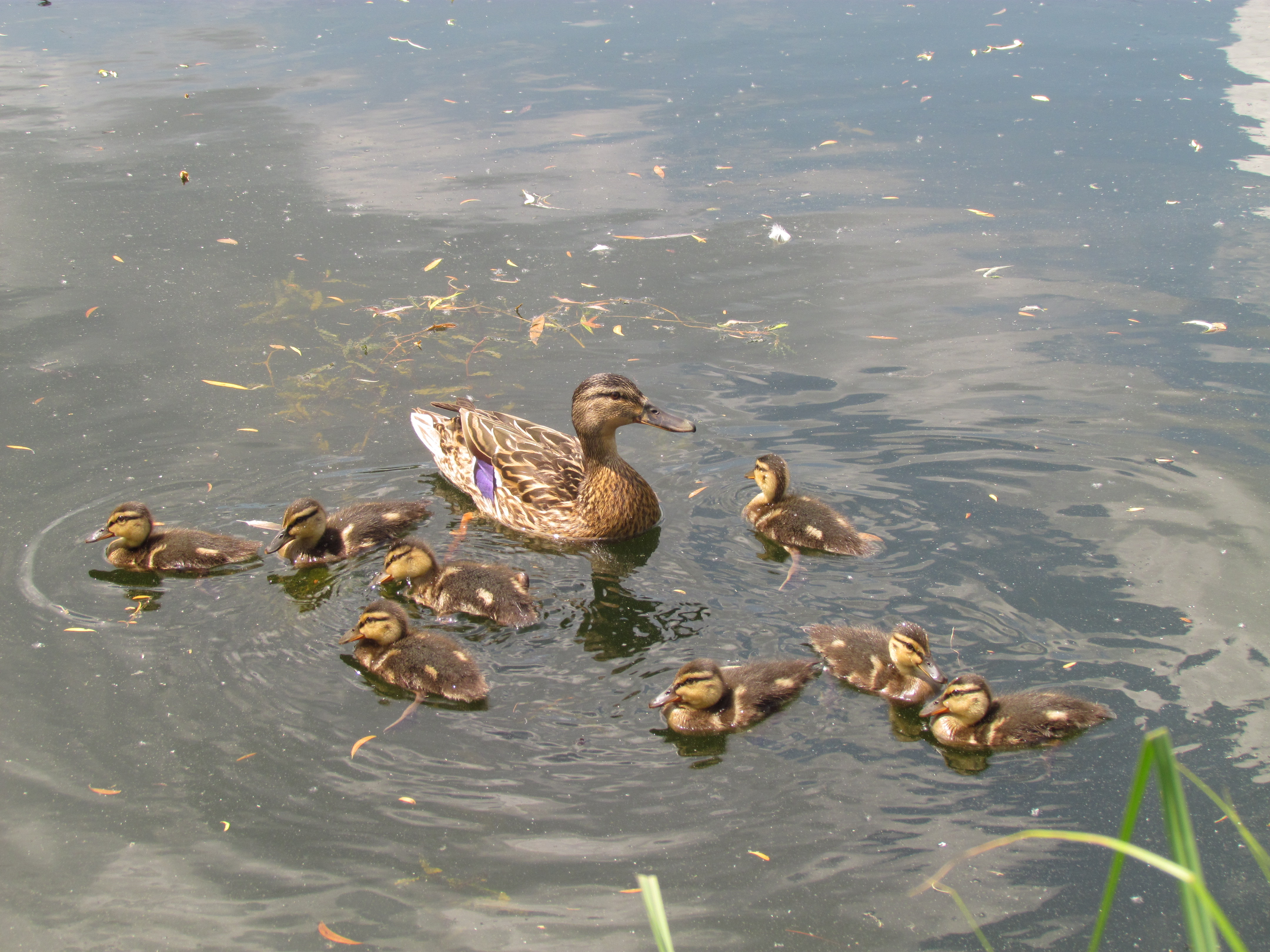
Качка з каченятами
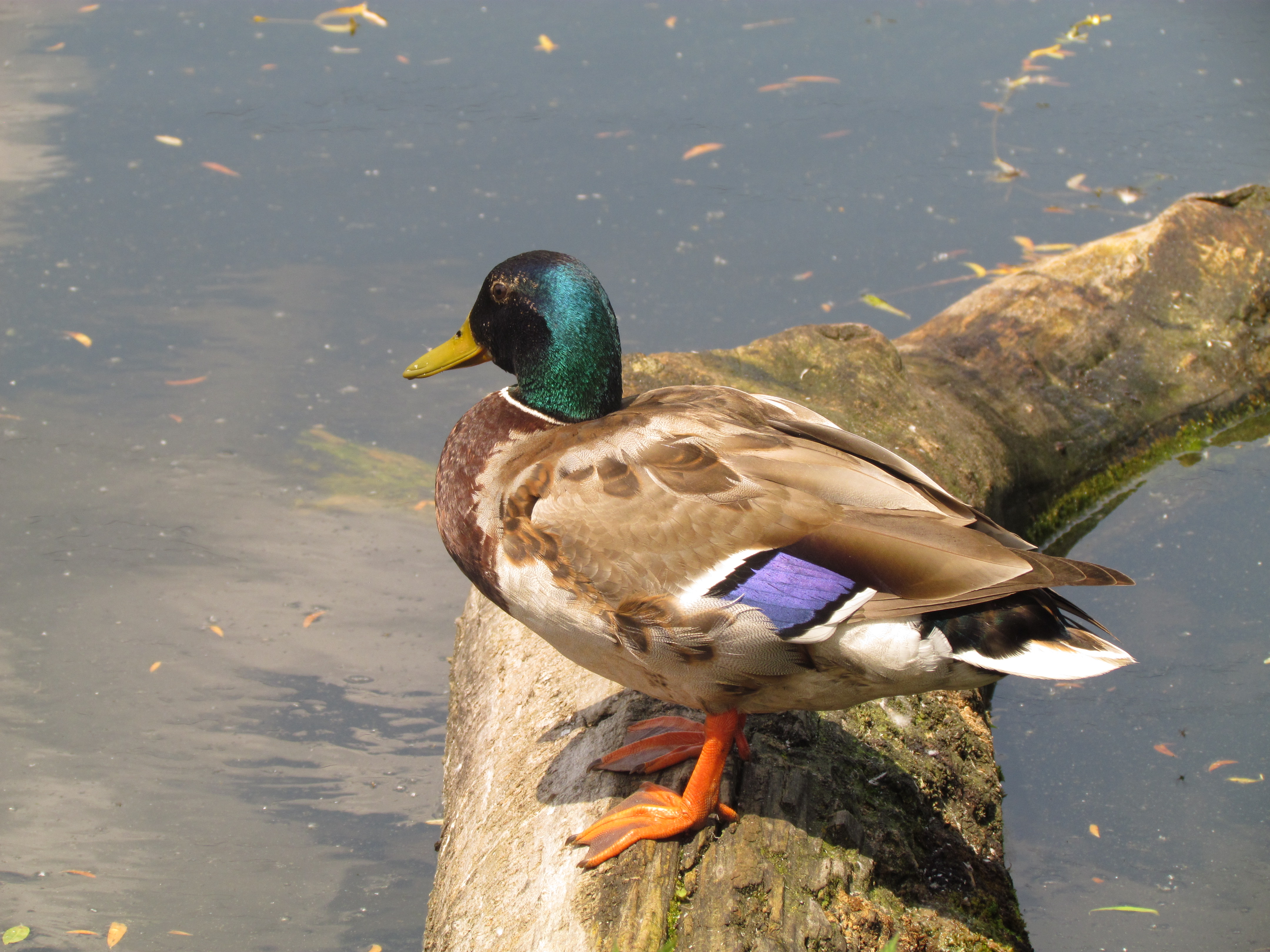
Крижень звичайний (самець)
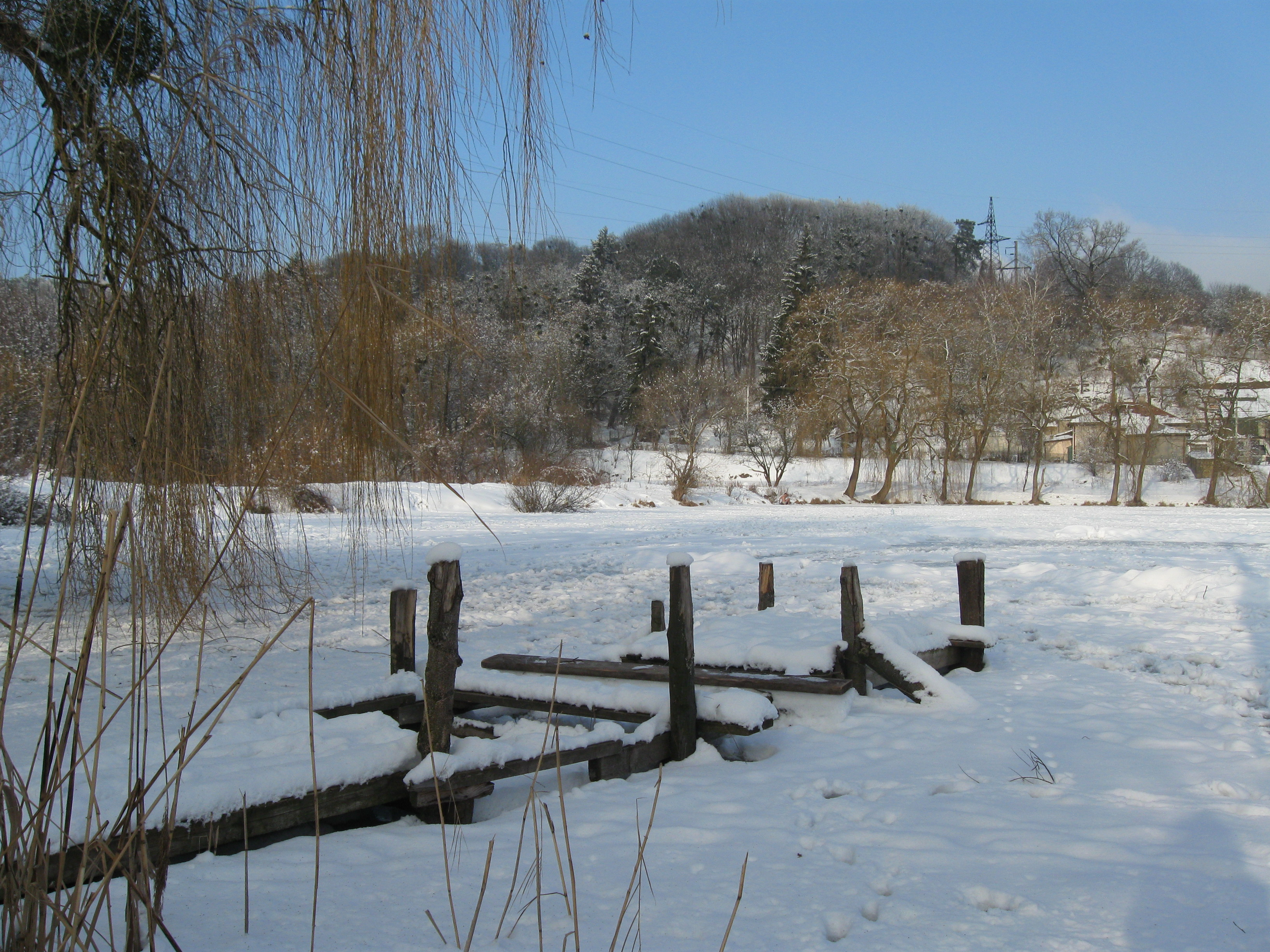
Озеро взимку
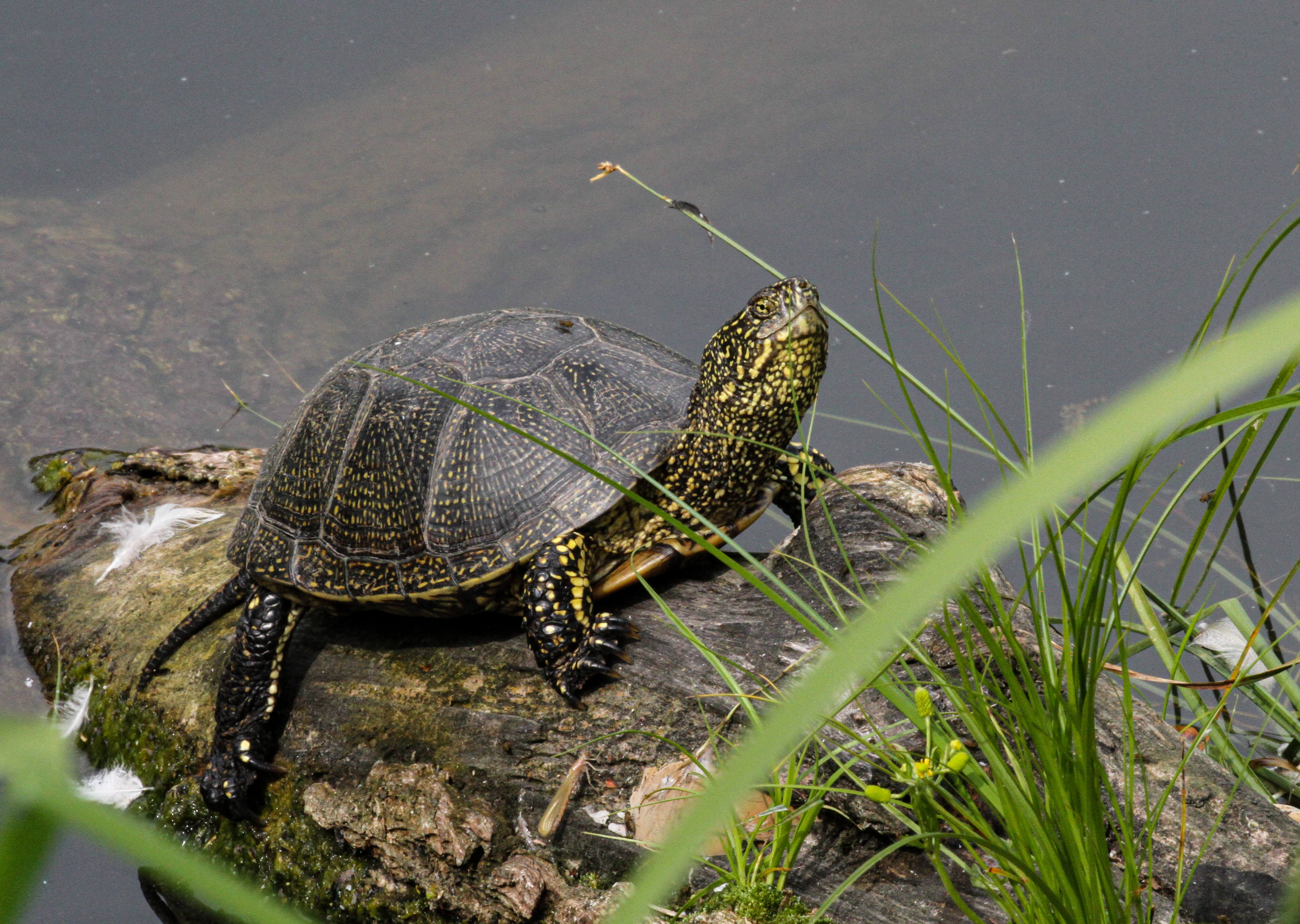
Болотна черепаха європейська